# Unibail-Rodamco-Westfield
Unibail-Rodamco-Westfield SE (tidligere Unibail-Rodamco SE) er et multinationalt fransk ejendomsselskab. Virksomheden er specialiseret i shoppingcentre og ejer 87 shoppingcentre. Shoppingcentrene findes flere europæiske lande og i andre verdensdele, de kendes ofte under Westfield-mærket. Historien begyndte med en fusion i 2007 imellem de to ejendomsselskaber: Unibail (etableret i Frankrig i 1968) og Rodamco Europe (etableret i Nederlandene i 1999). I juni 2018 blev det australske ejendomsselskab Westfield Corporation opkøbt.
Anno 2018 er det Europas største operatør af shoppingcentre. Herhjemme er Fisketorvet i København ejet af Unibail-Rodamco-Westfield.